# Теорема и вектор на Пойнтинг
Теорема на Пойнтинг или уравнение на Пойнтинг представлява енергийното уравнение на електродинамиката. Уравнението има следната обща диференциална форма:
{\displaystyle {\mbox{div}}\,{\vec {S}}=-{\frac {\partial }{\partial t}}\left[{\frac {1}{2}}({\vec {E}}\cdot {\vec {D}}-{\vec {B}}\cdot {\vec {H}})\right]-{\vec {E}}(t,{\vec {r}})\cdot {\vec {j}}(t,{\vec {r}})},
където {\displaystyle {\vec {S}}={\vec {E}}\times {\vec {H}}} се нарича вектор на Пойнтинг. {\displaystyle {\vec {E}}} и {\displaystyle {\vec {H}}} са съответно интензитетите на електрическото и магнитното полета, {\displaystyle {\vec {j}}} е токовата плътност.
През 1884 година Джон Хенри Пойнтинг (1852 – 1914) публикува теоремата в статията За пренасянето на енергия в електромагнитното поле в издание на кралското научно общество в Лондон . Пойнтинг също предприема обширни експерименти за определяне на гравитационната константа.
Векторът на Пойнтинг има размерност на плътност на потока на енергията за единица време (с размерност [{\displaystyle W/m^{2}}]) и има посока, съвпадаща с посоката на разпространение на енергията на полето. Първият израз от дясната страна на уравнението показва степента на намаляване във времето на потенциалната или запасената енергия в разглежданата система. Изразът има две компоненти: едната е степента на промяна във времето на енергията на електрическото поле, а другата степента на промяна на запасената енергията на магнитното поле. Вторият израз в дясната част на уравнението съответства на източници на енергия, които могат да съществуват в разглеждания обем (токова плътност, породена от батерия или генератор в обема) или токова плътност, предизвикана от външни източници (индукционни токове). Трябва да се обърне внимание, че изразът {\displaystyle {\vec {E}}(t,{\vec {r}})\cdot {\vec {j}}(t,{\vec {r}})} е положителен, когато съответства на източник в обема, и отрицателен при енергия, доставена от външен източник.
В интегрална форма уравнението на Пойнтинг се записва като:
{\displaystyle \oint _{(s)}{\vec {S}}{\vec {ds}}=-{\frac {\partial }{\partial t}}\int _{(V)}\left[{\frac {\epsilon E^{2}}{2}}+{\frac {\mu H^{2}}{2}}\right]dv-\int _{(V)}{\vec {E}}\cdot {\vec {j}}dv},
Уравнението се получава, използвайки изразите {\displaystyle {\vec {D}}=\epsilon {\vec {E}}} ({\displaystyle {\vec {D}}} е векторът на електрическата индукция или плътността на електрическия поток) и {\displaystyle {\vec {B}}=\mu {\vec {H}}} ({\displaystyle {\vec {B}}} е векторът на магнитната индукция или плътността на магнитния поток), {\displaystyle \epsilon } е диелектричната проницаемост и {\displaystyle \mu } е магнитната проницаемост на средата. В този си вид уравнението изразява баланс на мощности, измервани във VA (за реактивната) и W (за активната мощност).
Векторът на Пойнтинг при електростатично поле е равен на нула. При такова поле няма електромагнитно излъчване.